# Aleksander Krauze
Aleksander Krauze (ur. 22 września 1989) – polski koszykarz występujący na pozycji rzucającego obrońcy lub rozgrywającego. Reprezentant Polski w kategoriach młodzieżowych. Medalista mistrzostw Polski w różnych kategoriach juniorskich. Seniorski mistrz Polski z sezonu 2008/2009. Syn Ryszarda Krauzego.

## Życiorys
Krauze swoją karierę rozpoczynał w zespołach juniorskich Prokomu Trefla Sopot (późniejszego Asseco Prokomu Sopot, a następnie Asseco Prokomu Gdynia). W ich barwach zdobył kilka medali mistrzostw Polski w kategoriach młodzieżowych – w 2005 roku zdobył srebrny medal mistrzostw Polski kadetów, dwa lata później mistrzostwo Polski juniorów, a w 2008 roku wicemistrzostwo Polski juniorów starszych. W sezonie 2006/2007 zagrał także dwa mecze w rozgrywkach Euroleague Basketball Nike International Junior Tournament – juniorskiego odpowiednika Euroligi. W latach 2006–2008 występował także w zespole OSSM PZKosz Sopot, rywalizującym wówczas w rozgrywkach II ligi, w którym zagrał w sumie w 13 meczach ligowych.
W sezonie 2008/2009 powrócił do Sopotu, stając się zawodnikiem drugiej drużyny Asseco Prokomu, grającej w I lidze. Jednocześnie został także zgłoszony do składu pierwszej drużyny. W Polskiej Lidze Koszykówki zadebiutował 2 listopada 2008 w meczu przeciwko Sokołowi Znicz Jarosław, wygranym przez jego drużynę 98:69. W sumie w sezonie 2008/2009 wystąpił w trzech meczach najwyższej klasy rozgrywkowej, zdobywając wraz ze swoim klubem mistrzostwo Polski. Były to jednocześnie jego ostatnie występy w Polskiej Lidze Koszykówki w barwach drużyny Asseco Prokomu. Do 2011 roku grał nadal w rezerwach tego klubu, występując w sumie w 55 meczach I ligi. W sezonie 2009/2010, w wyniku kontuzji w pierwszym zespole Asseco Prokomu, został zgłoszony do rozgrywek Euroligi, jednak nie wystąpił w żadnym meczu tych rozgrywek. W sezonie 2010/2011 został także wybrany do udziału w Meczu Gwiazd I ligi – zarówno do samego meczu, jak i konkursu wsadów.
Od 2011 do 2013 występował w barwach Startu Gdynia, powstałego na bazie rezerw Asseco Prokomu Gdynia. Z drużyną tą w sezonie 2011/2012 awansował do najwyższej klasy rozgrywkowej. W Polskiej Lidze Koszykówki w sezonie 2012/2013 wystąpił w jednym meczu – 29 września 2012 roku przeciw Asseco Prokomowi Gdynia, w którym zdobył 6 punktów. Na początku października 2012 roku doznał poważnej kontuzji (zerwanie więzadeł w kolanie), w wyniku której do końca rozgrywek nie zagrał więcej ani jednego spotkania.
W swojej karierze był także powoływany do szerokiej kadry reprezentacji Polski kadetów i reprezentacji do lat 18.

## Statystyki
| Sezon     | Drużyna               | M  | S5 | MPG  | FG% | 3P%   | FT% | RPG | APG | SPG | BPG | PPG  |
| --------- | --------------------- | -- | -- | ---- | --- | ----- | --- | --- | --- | --- | --- | ---- |
| 2006/2007 | OSSM PZKosz (II liga) | 6  |    |      |     |       |     |     |     |     |     | 4,7  |
| 2007/2008 | OSSM PZKosz (II liga) | 7  |    |      |     |       |     |     |     |     |     | 4,6  |
| 2008/2009 | Asseco (PLK)          | 3  | 0  | 5,3  | 0%  | 0%    | 0%  | 1,0 | 0,3 | 0,3 | 0,0 | 0,0  |
| 2008/2009 | Asseco II (I liga)    | 18 |    | 17,1 | 33% | 31%   | 77% | 1,0 | 0,8 | 0,5 | 0,1 | 5,8  |
| 2009/2010 | Asseco II (I liga)    | 16 |    | 24,5 | 29% | 20%   | 73% | 1,9 | 1,3 | 0,6 | 0,1 | 6,6  |
| 2010/2011 | Asseco II (I liga)    | 21 |    | 22,6 | 41% | 35%   | 72% | 1,5 | 1,4 | 0,9 | 0,2 | 10,6 |
| 2011/2012 | Start (I liga)        | 12 |    | 19,2 | 42% | 36%   | 60% | 0,8 | 1,4 | 0,3 | 0,0 | 7,8  |
| 2012/2013 | Start (PLK)           | 1  | 0  | 20,3 | 20% | 16,7% | 50% | 0,0 | 1,0 | 0,0 | 0,0 | 6,0  |

## Życie prywatne
Jest synem miliardera Ryszarda Krauzego. W nocy z 25 na 26 stycznia 2014 roku został zaatakowany na ulicy w Sopocie przez wówczas 21-letniego mieszkańca Gdyni, który dwukrotnie ciężko ranił go nożem. W wyniku tego ataku Krauze przeszedł operację i został hospitalizowany w gdyńskim szpitalu.